# Jardín Botánico de Ruili

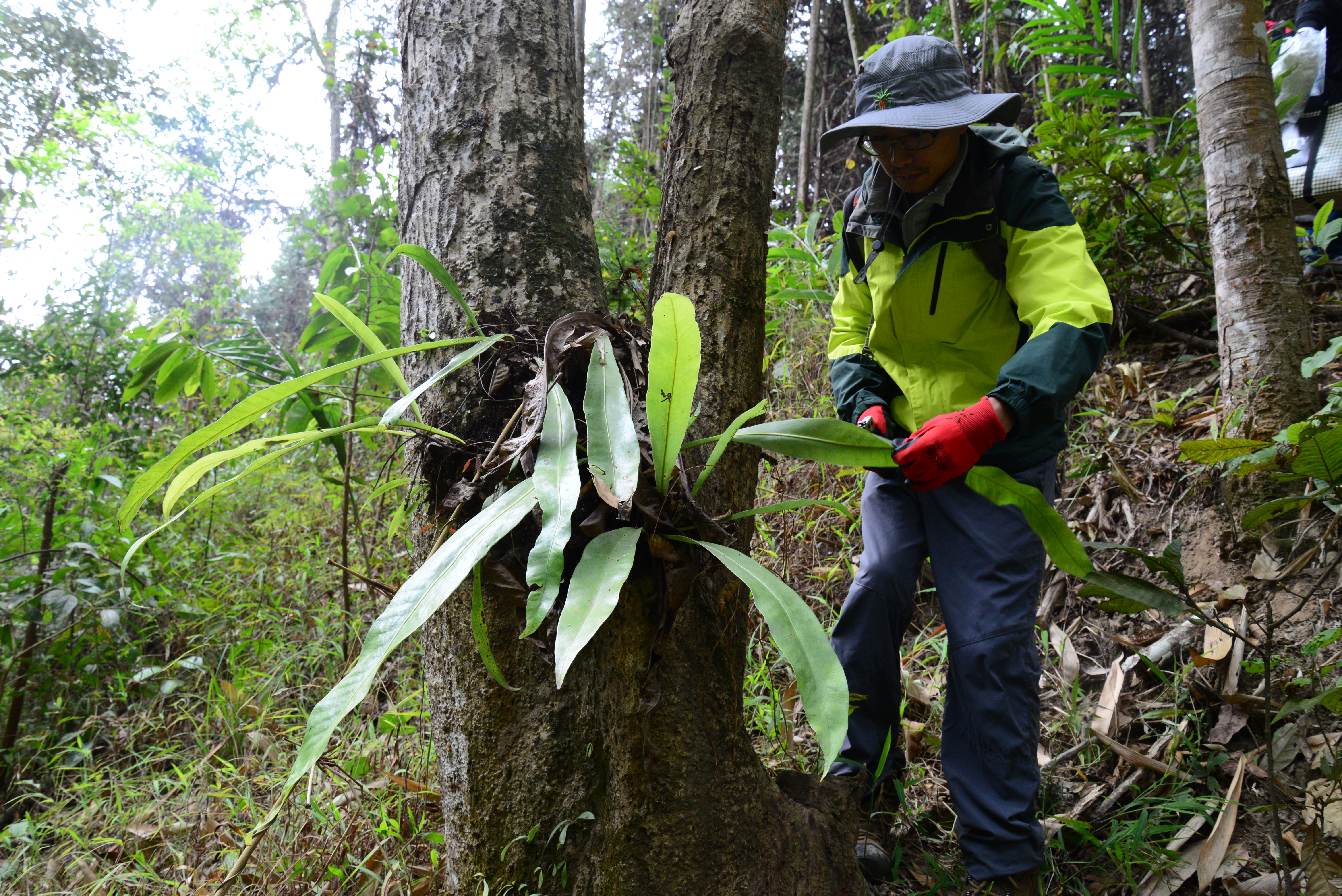
El Dr Huan Liu recolecta especímenes para trabajos genómicos en el Banco Nacional de Genes de China.

El Jardín Botánico de Ruili (chino: 瑞丽 植物园) y el Parque Nanmaohu es un jardín botánico en Ruili, provincia de Yunnan, República Popular China. Se inauguró en 2002 y está ubicado a 6 km de la ciudad, en Dehong Dai y en la Prefectura Autónoma de Jingpo de Yunnan, en el suroeste de China, cerca de la frontera con Myanmar. 
El parque cuenta con más de 5,000 acres de vegetación nativa bien preservada, principalmente monzones siempreverdes de hoja ancha, con más de 1,200 especies de plantas tropicales y subtropicales. Trabajando con China National GeneBank, BGI y Forestry Bureau of Ruili, el Jardín Botánico está llevando a cabo el proyecto de Digitalización del Jardín Botánico de Ruili, comprometido con la protección de plantas endémicas y endémicas chinas, mediante la recolección, preservación a largo plazo y reproducción de los recursos de germoplasma. Además, el proyecto llevará a cabo la primera digitalización integral del mundo y el análisis bioinformático en profundidad de un jardín botánico. 
Proporcionar información sobre la viabilidad y los requisitos técnicos para los proyectos de secuenciación a “escala planetaria”, como los proyectos Earth BioGenome y 10,000 Plant Genome (10KP). Hasta ahora, 689 especies y 761 especímenes se han secuenciado con una profundidad promedio de 60X para producir 54 Tb de datos de secuenciación sin procesar, y el análisis y el muestreo adicional están en curso.